# گمینا بیستسه
گمینا بیستسه (به لهستانی:  Gmina Bejsce) یک گمینا در لهستان است که در شهرستان کاژمیژا واقع شده‌است. گمینا بیستسه ۵۷٫۷۴ کیلومتر مربع مساحت و ۴٬۳۰۶ نفر جمعیت دارد.